# Transarktische Schifffahrt

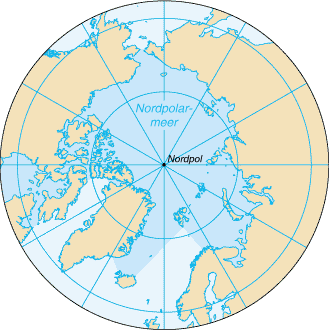
Das Nordpolarmeer

Transarktische Schifffahrt bezeichnet den Schiffsverkehr über das Nordpolarmeer.

## Bedeutung

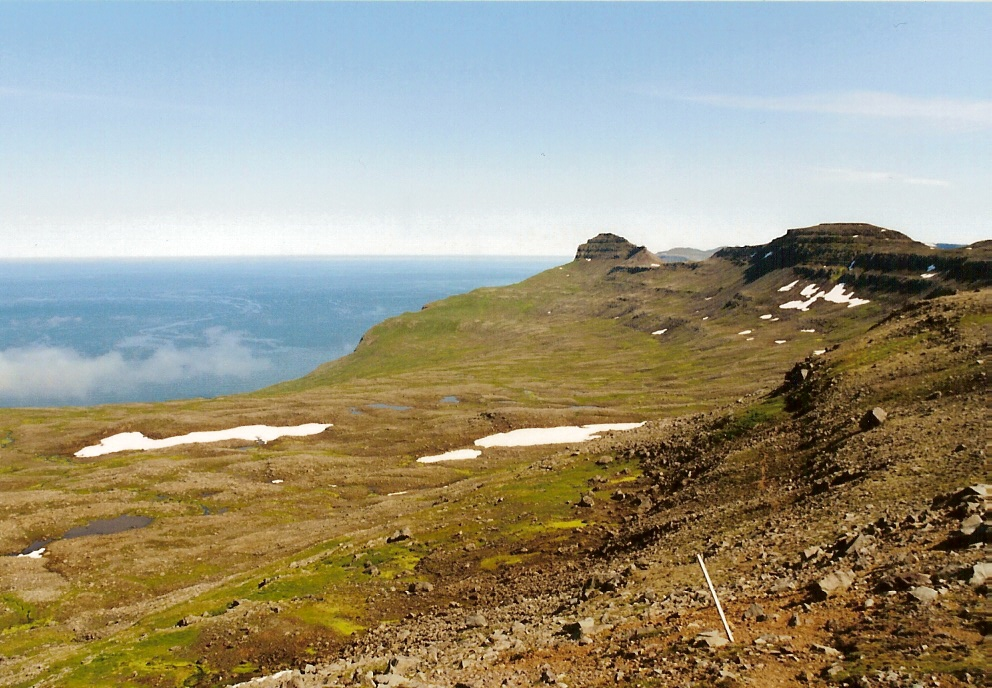
Hornstrandir auf Island, Blick auf die Dänemarkstraße, die den Arktischen Ozean mit dem Nordatlantik verbindet

Anlass für die risikoreiche und ressourcenaufwendige Erforschung möglicher Routen durch das Nordpolarmeer war und ist die Suche nach geographisch kürzeren Routen von Europa nach Ostasien. Der älteste Handelsweg der Welt soll damit wesentlich verkürzt werden.
Für kommerzielle Schiffe verkürzt sich die Fahrzeit über die Ostpassage von Europa nach China um rund die Hälfte.
Nach der derzeitigen Entwicklung des transzirkularen arktischen Eisschildes sprach der damalige isländische Präsident Ólafur Ragnar Grímsson 2010 bereits begeistert vom „transarktischen Panamakanal“.

## Geographie
Der Arktische Ozean des Nordpolarmeeres grenzt jeweils an die nördlichen Gebiete der Länder und Landteile Alaska (Vereinigte Staaten), Kanada und Grönland (Dänemark), Island, Norwegen sowie Russland. Die politische Zugehörigkeit verschiedener Teile des Arktischen Ozeans zu den Anrainerstaaten ist umstritten.
Die Seefahrt in den arktischen Gebieten des Nordpolarmeeres ist durch die widrigen Umweltbedingungen mit großem technischem Aufwand verbunden und setzt große seemännische Erfahrung voraus.

### Die Nordostpassage

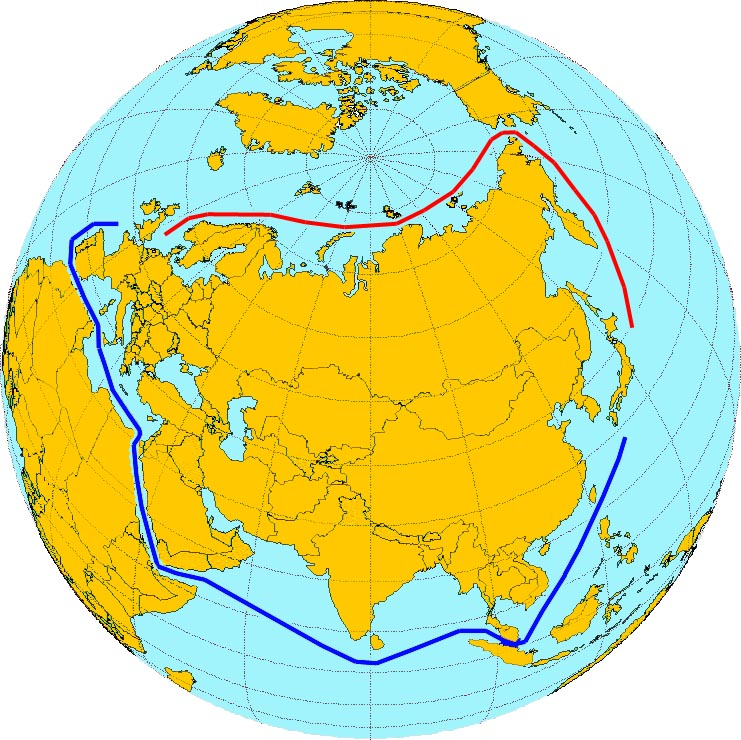
Die Strecke Westeuropa–Japan per Nordostpassage (rote Linie) im Vergleich zur Sueskanal-Route (blaue Linie)

Die Nordostpassage ist der Seeweg entlang der Nordküsten Europas und Asiens, vom Weißen Meer bis zur Beringstraße. Die Nordostpassage ist rund 6.500 Kilometer lang.
Die erste Gesamtdurchfahrt, mit einer Überwinterung, gelang dem Schweden Adolf Erik Nordenskiöld 1878 und 1879. Jedoch gelang erst 53 Jahre später (1932) dem sowjetischen Eisbrecher Alexander Sibirjakow die erste Durchfahrt der Nordostpassage ohne Überwinterung.
Heute ist der Westteil der Route (Abschnitt Karasee mit den Häfen Murmansk, Archangelsk, Dudinka bei Norilsk) fast ganzjährig befahrbar. Dort werden hauptsächlich Erze westwärts und Versorgungsgüter ostwärts transportiert. Im östlichen Abschnitt (Nordwik, Tiksi, Pewek) ist die Durchfahrtmöglichkeit durch schwer zu passierende Packeisabschnitte eingeschränkt, so dass das Transportaufkommen 1989 nur etwa ein Zehntel des westlichen Abschnitts betrug und die Häfen hauptsächlich aus dem Osten versorgt werden.

### Die Nordwestpassage

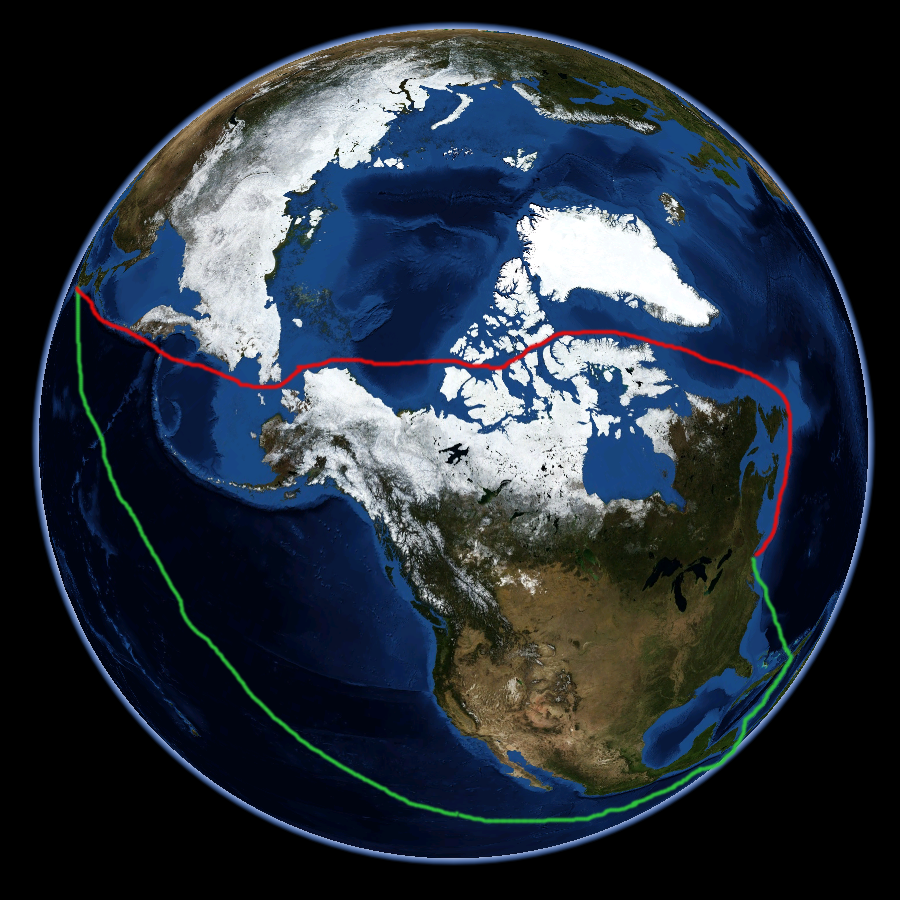
Die Strecke New York – Tokio per Nordwestpassage (rote Linie, 14.000 km) im Vergleich zur Panamakanal-Route (grüne Linie, 18.200 km)

Die Nordwestpassage ist der Seeweg, der nördlich des amerikanischen Kontinents den Atlantischen mit dem Pazifischen Ozean verbindet. Er führt über das Nordpolarmeer und seine Randmeere sowie die dazugehörenden Meeresstraßen durch den kanadisch-arktischen Archipel. Er ist zirka 5.780 Kilometer lang und wurde erstmals komplett von Roald Amundsen von 1903 bis 1906 über die von John Rae entdeckte Route durch die James Ross Strait, Rae Strait und Simpson Strait auf dem kleinen Schiff Gjøa durchfahren.

### Eisverhältnisse im 21. Jahrhundert
Seit Anfang der 1990er Jahre wird ein zum Teil rapider Rückgang der sommerlichen Eisbedeckung in der Arktis als Folge der globalen Erwärmung festgestellt.
Tägliche Verbreitungskarten der Arktischen Eiskappe werden mittlerweile aus den Daten von satellitengestützten Mikrowellensensoren errechnet und zeigen die aktuelle und periodische Entwicklung des Eisschildes.

## Geschichte

### Erste Expeditionen in der frühen Neuzeit
Bereits im ausgehenden Mittelalter bzw. zu Beginn der Neuzeit, als Seewege von Westeuropa nach Ost- und Südostasien gesucht wurden, wurde über mögliche Nordpassagen nachgedacht. Vor allem im 16. Jahrhundert suchten die aufstrebenden Seemächte England und die Niederlande nach möglichen Wegen über das Nordmeer. Englische Seefahrer wie Martin Frobisher und zuletzt in dieser Epoche William Baffin erkundeten mögliche Zugänge zur Nordwestpassage. Der Niederländer Willem Barents dagegen suchte Wege zur Nordostpassage. Nach den Namen der Erstbefahrer wurden noch unerkundete Gebiete benannt (Baffin Bay, Bylot-Insel etc.). Ein wichtiger Auslöser für die Erforschung möglicher Nordseewege war die Konkurrenzsituation der Seemächte. Portugal und Spanien beherrschten bereits die Routen um Südafrika und nach Südamerika.

### Expeditionen ab dem 19. Jahrhundert
Am Beginn des 19. Jahrhunderts waren es vor allem britische Expeditionen, die die Suche nach der Nordwestpassage wieder aufnahmen. Zu nennen sind die Reisen von John Ross 1818 und William Edward Parry 1819/20, besonders aber die Franklin-Expedition von 1845, die 1848 mit dem Tod der letzten von ursprünglich 129 Teilnehmern endete. Die zahlreichen Suchexpeditionen, die in den folgenden Jahren ausgeschickt wurden, um das Schicksal des verschollenen John Franklin zu ergründen, klärten die Route der Nordwestpassage schließlich auf, ohne dass sie aber von einem Schiff durchfahren worden wäre.
In dieser Zeit war die Theorie vom eisfreien Nordpolarmeer populär, die erst gegen Ende des 19. Jahrhunderts eindeutig widerlegt wurde. Sie besagte, dass rund um den Nordpol eine eisfreie, schiffbare Zone existieren sollte. Die Ursprünge der Theorie gingen auf Robert Thorne († 1527) zurück. Auch Willem Barents und Henry Hudson stützten ihre Expeditionen zur Entdeckung der Nordwestpassage auf diese Theorie. Ihr stärkster und angesehenster Verfechter unter den Geografen des 19. Jahrhunderts war August Petermann. Nachdem bis zur Mitte des 19. Jahrhunderts immer mehr Polarforscher auf ihren Expeditionen gen Norden in der dicken Eisschicht des Arktischen Ozeans gefangen waren und ebenjene eine unüberwindbare Barriere für die damaligen Schiffe darstellte, geriet sie fast schon in Vergessenheit. De facto wurde sie von der Praxis widerlegt.
Die Bezwingung der beiden Nordpassagen gelang schließlich zwei Skandinaviern. Zunächst schaffte es der Schwede Adolf Erik Nordenskiöld, die Nordostpassage mit seinem Schiff Vega von 1878 bis 1879 zu durchfahren. Von 1903 bis 1906 durchquerte der Norweger Roald Amundsen die Nordwestpassage vom Atlantik zum Pazifik.

### Technischer Fortschritt und Kalter Krieg im 20. Jahrhundert
Im aufkommenden Kalten Krieg galt es als Beweis technischer Stärke, auch im Nordpolarmeer präsent zu sein. Das US-amerikanische Atom-U-Boot Nautilus fuhr 1958 tauchend unter dem geographischen Nordpol durch. Das Schwesterschiff Skate tauchte wenig später in einer Polynja nahe dem Nordpol auf.
Mitte 20. Jahrhundert wurde die „sibirische Passage“ über das Nordpolarmeer zur Routine. Die Sowjetunion nutzte die Gewässer für den Schiffsverkehr. Viele Forschungs- und Kriegsschiffe, aber auch Frachtschiffe waren während der Sommermonate auf der Route unterwegs. Der nördliche Küstenverkehr zwischen den Mündungen von Lena, Jenissei und Ob wurde für die industrielle Entwicklung Sibiriens zwischen den 1930er- und 1970er-Jahren zu einem wichtigen Transportweg. Die UdSSR richtete mit der Hauptverwaltung Nördlicher Seeweg (Glavsevmorput) eine eigene Behörde ein, die für die Nutzung der Nordostpassage zuständig war. Dort arbeiteten bis zu 35.000 Menschen.
Doch dieser Seeweg verlor für die UdSSR zunächst an Bedeutung, da der Ausbau des Schienen- und Luftverkehrsnetzes voranschritt und der Seeweg vergleichsweise unkalkulierbar war.

### Wissenschaftliche Expeditionen im 21. Jahrhundert
2008 gelang es dem deutschen Forschungsschiff Polarstern durch günstige saisonale Eisverhältnisse erstmals im Sommer, das Nordpolarmeer von Grönland über kanadische und russische Gewässer bis nach Nordeuropa zu umrunden.
Bereits ein Jahr später durchfuhren zwei speziell ausgestattete Handelsschiffe der Beluga Shipping als erste kommerzielle und nicht-russische Schiffe die Nordostpassage. Sie wurden von einem Eisbrecher begleitet.

## Aktueller Schiffsverkehr
Der Transport über die Polarrouten wird zunehmend zur Normalität. In den hundert Jahren von 1906 bis 2006 fuhren nur 69 Schiffe, vor allem mit Forschungsreisenden und Wissenschaftlern, durch die „nautischen Eistunnel“ beider Passagen. 2009 waren es laut dem kanadischen Seerechts-Experten Michael Byers bereits 24.
Auch kritische Ladungen werden bereits transportiert: Der russische Tanker Baltika transportierte 2010 70.000 Tonnen Gaskondensat vom russischen Murmansk durch die Arktis ins chinesische Ningbo.

### Russische Flotte
Die Russische Föderation stellte auf der Arktis-Konferenz 2010 in Moskau ihre Pläne für zwei neue Atomeisbrecher mit 16-Megawatt-Reaktoren vor. Dank eines anpassbaren Tiefgangs sollen sie auch im Flachwasser einsetzbar sein. Gazprom stellte 2010 den ersten von zwei eisverstärkten Tankern für das Ölfeld Prirazlomnoje (Petschorasee) in Dienst. Das 260 Meter lange Schiff kann sich durch anderthalb Meter dickes Eis vorwärts bewegen. Die Konkurrenzfirma Lukoil ließ 2010 drei ähnlich konstruierte Schiffe bauen. Sie können Öl vom arktischen Offshore-Terminal in Warandej zum Weitertransport nach Murmansk bringen. Ebenfalls als Eisbrecher sind die fünf Frachter des Bergbaukonzerns Norilsk Nickel tauglich.

### Schiffsentwicklung
Auch andere Länder, vor allem Kanada, Norwegen, England und Dänemark, entwickeln arktis-taugliche Schiffstypen für die kommerzielle Seefahrt. Die deutsche Phoenix-Reederei in Leer hat eine neuartige Bugform für eisbrechende Schiffe entwickeln lassen.
Norwegische Entwickler planen einen neuen Schiffstyp. Das „Arctic Ship“ soll bereits in wenigen Jahren in den Gewässer rund um den Nordpol unterwegs sein. Die Schiffe sollen sich von herkömmlichen Schiffen unterscheiden, da sie durch spezielle Rettungssysteme aus einer Kombination von Rettungsboot und Kettenfahrzeug sowie ausgeklügelte Elektronik für die Navigation in der Nähe des Nordpols geeignet sein sollen.

## Politisch-administrative Situation

Streitpunkt Resolute Bay auf der kanadischen Cornwallis-Insel

Souveränitätsansprüche der Anrainerstaaten der Arktis werden für die zukünftige Nutzung durch den Seeverkehr eine wesentliche Rolle spielen. Für das Festland sind die Ansprüche weitgehend geklärt. Für den maritimen Raum bestehen jedoch kaum verbindliche Regelungen, während die vielfältigen Territorial- und Nutzungsansprüche der Anrainer zunehmen. Bedingt durch die sich wandelnde Umweltsituation wird das Gebiet für die kommerzielle Nutzung immer interessanter.
Das UN-Seerechtsübereinkommen von 1994 weist jedem Anrainer das Recht zu, eine Hoheitszone von 12 Seemeilen auszuweisen, die auf 24 Seemeilen erweitert werden kann. Der Seeweg der Nordwestpassage liegt beispielsweise auf der Höhe des Parry Channels an der Resolute Bay (im kanadisch-arktischen Archipel) in seiner ganzen Breite im 24-Seemeilen-Hoheitsgebiet Kanadas. Die EU und die USA sehen diese Route allerdings als „internationale Handelsverbindung“ an und nicht, wie Kanada, als kanadisches Binnenmeer.
Die nationalen Ansprüche der Anrainer haben auch Auswirkungen auf den Schiffsverkehr im Nordpolarmeer. Kanada erhob bereits 1925 Anspruch auf die Region zwischen Alaska und Grönland inklusive des Nordpols. Nur wenige Monate später erhob die Sowjetunion Anspruch auf ein noch größeres Stück. 2007 stellte ein russisches U-Boot am Nordpol eine Flagge aus Titan in den Meeresboden. Die Kanadier reagierten verärgert und gaben an, man könne nicht einfach in der Welt herumfahren und Flaggen setzen.
Im Herbst 2011 verstärkte Russland seine Grenztruppen in der Polarregion. Zwei Brigaden mit fast 10.000 speziell für die Arktis ausgebildeten Soldaten entsandte Russland an die Grenze. Sie sollen russische Interessen wahren und schützen, vor allem die Basis auf der Jamal-Halbinsel im Nordwesten Sibiriens, ein sehr geeignetes Drehkreuz für Öl- oder Gaspipelines aus der Arktis in Richtung Russland. Das Außenministerium nannte als Grund für die Truppenaufstockung auch den Klimawandel. Früher sei ihre Staatsgrenze durch Eis und harsches Klima gesichert gewesen, sagte der russische Sonderbotschafter der Agentur Interfax. Doch nun schmelze das Eis und tausende Kilometer seien unbewacht. Russland erhebt Anspruch auf ein 1,2 Millionen Quadratkilometer großes Polargebiet inklusive des Nordpols, sowie auf die Nutzungsrechte in diesem Seegebiet. Russland müsse auch die Schiffe in der Nordostpassage im Polarmeer schützen können, sagte der Sonderbotschafter. Der Seeweg entlang der Nordküste Europas und Asiens wurde bisher von russischen Schiffen dominiert. Inzwischen nutzten auch mehr Schiffe anderer Nationen die Strecke. Russland lehnt eine Stationierung von NATO-Truppen in der Region scharf ab.
Auch China hat Interesse an den Seewegen im Nordpolarmeer, auch wenn dem Land bisher noch kein Teil der Arktis zugesprochen wurde. Die „Forschungen“ der Chinesen werden von anderen Ländern kritisch betrachtet, da der Verdacht naheliegt, dass sie außerhalb der internationalen Abkommen Rohstoffe kartografieren.

## Umwelt und Natur
Die Nordpolargebiete sind sehr reich an Nährstoffen und damit an Fischbeständen. Durch den zunehmenden Seeverkehr wird dieses Ökosystem gefährdet.
Im Juli 2010 kollidierten vor den Neusibirischen Inseln zwei Tanker, im Verband mit einem Eisbrecher unterwegs. Das vorausfahrende Schiff musste wegen schwerem Eisgangs die Geschwindigkeit reduzieren. Beide Tanker hatten 13.300 Tonnen Diesel geladen. Seenotkreuzer und Fahrzeuge zur Öl- und Schadstoffbekämpfung, die den havarierten Tankern rasch zu Hilfe kommen könnten, stehen für das riesige und schwer befahrbare Nordpolarmeer kaum zur Verfügung.

## Künftige Entwicklung
Der Geograph Marco Langer glaubt, dass sich die transarktische Schifffahrt in der Zukunft aufgrund des schrumpfenden Meereises etablieren kann. Allerdings sei eine Route direkt über den Nordpol auch im Sommer kaum möglich.
Wegen der nach wie vor unberechenbaren Eisbedeckung glauben Fachkundige nicht, dass in Zukunft eine große Zahl von Schiffen von Rotterdam nach Tokio über die nördliche Transitroute (Nordostpassage) fahren werden. Dagegen wird der Abtransport von riesigen Rohstoffmengen aus der Arktis voraussichtlich zunehmen. Dem trägt auch die 2012 veröffentlichte Arktisstrategie der Europäischen Union Rechnung.

## Publikationen
- M. Langer et al.: Perspektiven der arktischen Seefahrt in der Zukunft (= Warnsignal Klima: Die Meere – Änderungen & Risiken). Verlag Wissenschaftliche Auswertungen, Hamburg 2011, ISBN 3-9809668-5-2
- Sybille Reinke de Buitrago: China und seine Ambitionen in der Arktis. Eine wachsende Herausforderung? In: Marineforum. 6-2017, S. 21–23.

## Filme
- arte: Mit Offenen Karten (2004): Die Nordwestpassage[7]